# Кубок СССР по лыжным гонкам
Кубок СССР по лыжным гонкам — соревнование лучших советских лыжников. Впервые был проведён в 1969 году в Бакуриани и в дальнейшем проходил ежегодно. Всего в период с 1969 по 1991 год было проведено 23 Кубка СССР по лыжным гонкам. В дальнейшем в каждой стране, ранее входившей в состав СССР, начали проводиться свои отдельные соревнования.
| Чемпионат  | Дата                | Год  | Место проведения          |
| ---------- | ------------------- | ---- | ------------------------- |
| 1-й Кубок  | 8—10 февраля        | 1969 | Бакуриани, Грузинская ССР |
| 2-й Кубок  | 30 января—2 февраля | 1970 | Бакуриани, Грузинская ССР |
| 3-й Кубок  | 3 февраля—6 февраля | 1971 | Бакуриани, Грузинская ССР |
| 4-й Кубок  | 15—18 января        | 1972 | Бакуриани, Грузинская ССР |
| 5-й Кубок  | 7—10 февраля        | 1973 | Бакуриани, Грузинская ССР |
| 6-й Кубок  | 28—31 января        | 1974 | Бакуриани, Грузинская ССР |
| 7-й Кубок  | 23—26 января        | 1975 | Бакуриани, Грузинская ССР |
| 8-й Кубок  | 19—24 января        | 1976 | Бакуриани, Грузинская ССР |
| 9-й Кубок  | 7—10 февраля        | 1977 | Бакуриани, Грузинская ССР |
| 10-й Кубок | 30 января—3 февраля | 1978 | Бакуриани, Грузинская ССР |
| 11-й Кубок | 25—26 января        | 1979 | Рыбинск, РСФСР            |
| 12-й Кубок | 28—30 января        | 1980 | Красногорск, РСФСР        |
| 13-й Кубок | 19—24 марта         | 1981 | Сыктывкар, РСФСР          |
| 14-й Кубок | 3—6 февраля         | 1982 | Отепя, Эстонская ССР      |
| 15-й Кубок | 24—25 января        | 1983 | Бакуриани, Грузинская ССР |
| 16-й Кубок | 16—17 марта         | 1984 | Сыктывкар, РСФСР          |
| 17-й Кубок | 17—19 апреля        | 1985 | Апатиты, РСФСР            |
| 18-й Кубок | 29 января—2 февраля | 1986 | Бакуриани, Грузинская ССР |
| 19-й Кубок | 27—29 января        | 1987 | Бакуриани, Грузинская ССР |
| 20-й Кубок | 23—28 января        | 1988 | Бакуриани, Грузинская ССР |
| 21-й Кубок | 2 февраля           | 1989 | Бакуриани, Грузинская ССР |
| 22-й Кубок |                     | 1990 |                           |
| 23-й Кубок |                     | 1991 |                           |